# Promotion et relégation
La promotion et la relégation sont, dans les ligues sportives, un système d'organisation et processus dans lequel les équipes sont transférées entre plusieurs divisions en fonction de leurs performances pour la saison terminée. Les équipes les mieux classées dans la division inférieure sont promues dans la division supérieure pour la saison suivante et les équipes les moins bien classées dans la division supérieure sont reléguées dans la division inférieure pour la saison suivante. Dans certaines ligues, les séries éliminatoires ou les tours de qualification sont également utilisés pour déterminer le classement.
Ce processus peut se poursuivre à travers plusieurs niveaux de divisions, les équipes étant échangées entre les niveaux 1 et 2, les niveaux 2 et 3, les niveaux 3 et 4, et ainsi de suite. Au cours de la saison, les équipes qui sont suffisamment élevées dans le tableau pour se qualifier pour une promotion se trouvent dans la zone de promotion, et celles qui se trouvent en bas se trouvent dans la zone de relégation.
Un autre système d'organisation de la ligue, utilisé principalement aux États-Unis, au Canada, en Australie, est un modèle fermé reposant sur l'octroi de licences ou de franchises. Cela maintient les mêmes équipes d'année en année, avec l'admission occasionnelle des équipes d'expansion et le déplacement des équipes existantes, et sans mouvement d'équipe entre la ligue majeure et les ligues mineures. En Europe, on retrouve ce système Irlande et aux Pays-Bas, où seules les équipes peuvent être échangés entre les niveaux 1 et 2. L'admissibilité se fait sur dossier dès lors qu'une équipe déclare forfait ou que la fédération nationale décide d'un changement de formule.